# Occhiali da sole/Ai margini del mondo
Occhiali da sole/Ai margini del mondo è un singolo discografico del 1966 di Jonathan & Michelle.

## Descrizione
Occhiali da sole (che in origine aveva un altro testo, scritto da Ombretta Lalli, molto più di protesta e un altro titolo, Un giorno si paga) fu il brano con cui il duo partecipò al Cantagiro 1967.
Entrambi i brani furono inseriti nello stesso anno nell'album dei due artisti, Jonathan & Michelle.

## Tracce
Lato A
1. Occhiali da sole (testo: Luciano Beretta – musica: Flavio Carraresi)

Lato B
1. Ai margini del mondo (testo: Ombretta Lalli – musica: Flavio Carraresi)